# Kromatiranje
Kromatiranje je tehnika zaštite metalnih površina od korozije putem stvaranja kemijske konverzijske prevlake na osnovi spojeva šesterovalentnog kroma.Najčešće je korišteno na aluminiju i njegovim slitinama,prije svega kao koroziona zaštita,te kao podloga za boje i lakove.Može se koristiti i na drugim metalima -  čeliku,cinku,kadmiju,magneziju ,srebru i kositrenim slitinama.Kako su spojevi šesterovalentnog kroma toksični danas je kiselo kromatiranje s ovim spojevima u Europi u skladu s RoHS (Restriction of Hazardous Substances)direktivom zabranjeno,te je postupak zamijenjen s manje toksičnim spojevima trovalentnog kroma.No radi se i na procesima koji umjesto kroma koriste druge metalne spojeve,prije svega cirkona,vanadija,cera,titanija,molibdena te mangana.

## Povijest
Prvi postupci razvijeni su oko 1915. godine,namijenjeni su bili zaštiti aluminija.No u biti se radilo o postupcima kemijske oksidacije aluminija.Kiselo kromatiranje razvijeno je 1933.(Cronak postupak,patentiran 1936.).U Europi je kromatiranje korišteno do 2007.,nakon toga se koriste samo postupci koji ne sadrže 6 valentni krom.U vojnoj i avio industriji se koristi i danas.

## Vrste
Razne se vrste kromatiranja najčešće razlikuju po boji:
| Boja          | Opis |
| ------------- | --- |
| Transparentno | slabo uočljivo,slaba koroziona zaštita.Bez 6 valentnog kroma. |
| Plavo         | Slabi plavkasti ton,metalni karakter površina očuvan.Sadrži 6 valentni krom,no postoje i od istog slobodne varijante.Slaba koroziona zaštita.                                                                         |
| Žuto          | Prljavo zlatnog,mesingu nalik tona.Sadrži 6 valentni krom.Uporaba raširena.Najpoznatija varijanta za cink i kadmij - Cronak proces.                                                                                   |
| Maslinasto    | Vrlo izrazitog tona,liči na loše izveden lak,metalni karakter površine potpuno izgubljen.Sadrži 6 valentni krom,dobra koroziona zaštita.                                                                              |
| Crno          | Tona je manje zasićenog nego kod lakiranja,te je metalni karakter površina zadržan barem djelomice.Ne treba ga brkati s crnim kromiranjem.Sadrži šesterovalentni krom,no radi se i na prevlakama koje ne sadrže isti. |

## Sastav otopina za kromatiranje
Dvofazni postupak bezbojnog kromatiranja cinka i kadmija:
krom anhidrid 150-200 gr
natrij sulfat 30-45 gr
voda 1 lit
Otopina 2:
natrij bikromat 200-250 gr
sumporna kiselina 8-10 gr
dušična kiselina 80-100 gr
natrij sulfat 4-6 gr
voda 1 lit
predmete uroniti u svaku otopinu 5 - 40 sec,zatim isprati vodom pa otopinom 6-7% trinatrijfosfata 2-3 minute

Debela kromatna prevlaka zlatno žuto crvenkaste boje:
krom anhidrid 100 gr
natrij klorid 25 gr
1 lit vode
temp. 20 -30 C ,20-30 sec uroniti predmete u otopinu

Postupak s manjom koncentracijom kromata:
natrij bikromat 15-25 gr
dušična kiselina 14-28 gr
natrij sulfat 10-20 gr
voda 1 lit
20-30 C,15-60 sec

Kromatiranje kositra
3 gr natrij kromata
10 gr natrij hidroksida
2 mg neionskog detergenta
1000 mll vode
pH 11 - 12
90- 95 C temp. otopine,3- 5 sec. trajanje uronjavanja,potom dobro isprati hladnom pa vrućom vodom pa osušiti na nahviše 60 C

Alternativni postupak na bazi molibdena:
amonij molibdat 4-6 gr
amonij klorid 35-50 gr
borna kiselina 5-10 gr
voda 1 lit
60-70 sec

## Vanjske poveznice
- Chromate conversion coatings and their current application